# Arp 103
Arp 103 ist die Bezeichnung eines interagierenden Galaxientripelts im Sternbild Herkules. Die Galaxiengruppe wird auch als Zwicky’s Triplet bezeichnet. Halton Arp gliederte seinen Katalog ungewöhnlicher Galaxien nach rein morphologischen Kriterien in Gruppen. Diese Galaxie gehört zu der Klasse Elliptischer Galaxien mit Verbindung zu Spiralen.